# Beerwah (India)
Beerwah è una città dell'India di 5.515 abitanti, situata nel distretto di Budgam, nel territorio del Jammu e Kashmir. In base al numero di abitanti la città rientra nella classe V (da 5.000 a 9.999 persone).

## Geografia fisica
La città è situata a 34° 01' 21 N e 74° 35' 18 E.

## Società

### Evoluzione demografica
Al censimento del 2001 la popolazione di Beerwah assommava a 5.515 persone, delle quali 2.914 maschi e 2.601 femmine. I bambini di età inferiore o uguale ai sei anni assommavano a 902, dei quali 498 maschi e 404 femmine. Infine, coloro che erano in grado di saper almeno leggere e scrivere erano 2.380, dei quali 1.452 maschi e 928 femmine.